# 俄羅斯的康斯坦丁·巴甫羅維奇大公
康斯坦丁·巴甫洛維奇大公（俄语： 1779年5月8日—1831年6月15日）俄罗斯大公、沙皇保罗一世和玛丽亚·费奥多罗芙娜皇后之子。其兄亚历山大一世统治期间，他一直为推定继承人。1815年至1831年十一月起义期间实际统治波兰。1823年，他秘密放弃了继承权。1825年，亚历山大一世死后，虽然获得沙皇称号，但未即位。后其弟尼古拉一世即位，相关争议引发了十二月党人起义。